# 汉克·宾德斯
汉克·宾德斯（英語：Henry G. Beenders，1916年6月2日—2003年10月27日），为美国NBA联盟的职业篮球运动员。